# جيمس مورلي
جيمس مورلي (بالإنجليزية: James Morley)‏ (20 ديسمبر 1835 في المملكة المتحدة - 7 أبريل 1904) هو لاعب كريكت بريطاني (وحمل سابقاً جنسية المملكة المتحدة لبريطانيا العظمى وأيرلندا) في مركز حارس الويكيت ‏.